# Yago (telenovela)
Pour les articles homonymes, voir Yago.
 (mai 2020).
Si vous disposez d'ouvrages ou d'articles de référence ou si vous connaissez des sites web de qualité traitant du thème abordé ici, merci de compléter l'article en donnant les références utiles à sa vérifiabilité et en les liant à la section « Notes et références ».
Yago est une telenovela mexicaine produit par Carmen Armendáriz pour Televisa. Elle est diffusée entre le entre le 2 mai et le 5 septembre 2016 sur la chaîne Univision.

## Synopsis
Amis depuis l'enfance, Omar (Francisco Pizaña), Abel (Pablo Valentín) et Lucio (Flavio Medina) s'aiment comme des frères bien qu'ils soient très différents. Le talent et la chance d'Omar provoquent l'envie de Lucio, qui ne supporte pas de perdre toujours devant son ami et a un désir intense de lui faire du mal, tandis qu'Abel préfère toujours emprunter la voie facile et s'unir à ce qui lui convient le mieux.
Lorsque Sara (Gabriela de la Garza) commence à vivre dans son quartier, Omar tombe éperdument amoureux, mais elle est une voleuse manipulée par son père Damián (Manuel Ojeda), un homme qui lui fait du chantage pour profiter d'Omar et ainsi ils peuvent consommer dans un casino dans lequel il travaille. Quand Lucio le découvre, il décide de les aider et entraîne Abel avec lui. Lucio est le cerveau, Abel le bourreau et Sara l'appât dans la trahison d'Omar.
Le plan fonctionne et Omar se retrouve en prison après que Sara a témoigné contre lui. Il est condamné à passer le reste de sa vie en prison, où sa frustration et son désir de vengeance grandissent de jour en jour.
Là, Omar rencontre Fidel (Patricio Castillo), un gangster intelligent et puissant qui devient son mentor. Un incendie dans la prison permet à Fidel de convaincre tout le monde qu'Omar est mort, et lui offre ainsi l'opportunité de se venger des personnes qui l'ont trahi. Il en profite pour changer de visage et d'identité en vue de préparer sa vengeance.
C'est ainsi qu'Omar se transforme en Yago (Iván Sánchez), un homme d'affaires espagnol millionnaire qui se présente devant Abel, Lucio et Sara pour leur faire payer ce qu'ils lui ont fait subir dans le passé.

## Distribution
- Iván Sánchez : Yago Vila
- Gabriela de la Garza : Sara Madrigal
- Flavio Medina : Lucio Sarquis
- Pablo Valentín : Abel Cruces
- Patricio Castillo : Fidel Yampolski
- Manuel Ojeda : Damián Madrigal
- Rosa María Bianchi : Melina
- Juan Carlos Colombo : Jonás Guerrero
- Karina Gidi : Selma
- Mario Saragosse : Camilo Michell
- Sophie Alexander : Katia
- Ximena Romo : Ámbar Madrigal
- Ricardo Leguízamo : Teo
- Adrián Alonso : Bruno Guerrero
- Fernanda Arozqueta : Alejandra
- Cassandra Sánchez Navarro : Ximena
- Jade Fraser : Julia Michell / Fabiana Yampolski
- Enoc Leaño : Thomas
- Francisco Pizaña : Omar Guerrero

## Production
En raison de l'audience médiocre, le spectacle a été initialement annulé et devrait être déplacé vers le réseau sœur d'Univision, UniMás. Cependant, le 23 mai 2016, il a été annoncé que le programme resterait en dehors de la programmation du soir d'Univision avec un changement d' horaire à 22h à partir du 30 mai. Le programme a duré une semaine. interruption de sa diffusion habituelle, avec la première de la telenovela Les Trois Visages d'Ana  reprenant son créneau horaire d'origine. En raison des faibles notes persistantes à la suite de sa nouvelle plage horaire, la série a été déplacée en permanence vers UniMás et les épisodes sont diffusés à minuit à partir du 27 juin 2016. Le 23 août 2016, la série Yago a fait sa première au Mexique sur la chaîne Las Estrellas à 22h30.